# Каракурт (село)
Каракурт (алб. Karakurti, гаг. Karakurt, рум. Caracurt) — село Василівської сільської громади Болградського району Одеської області в Україні. Населення становить 2405 осіб.

## Назва
За радянських часів село дістало назву Жовтневе, на честь Жовтневого перевороту. Село було внесено до переліку населених пунктів, які потрібно перейменувати згідно із законом «Про засудження комуністичного та націонал-соціалістичного (нацистського) тоталітарних режимів в Україні та заборону пропаганди їхньої символіки». Відтак з 2016 року селу було повернено історичну назву.

## Географія
Розташоване за 7 км від районного центру та за 14 км від залізничної станції Болград. Через село проходить автодорога Одеса — Рені. Дворів — 793, населення — 2707 осіб. Сільраді підпорядковане село Новий Каракурт.

## Історія

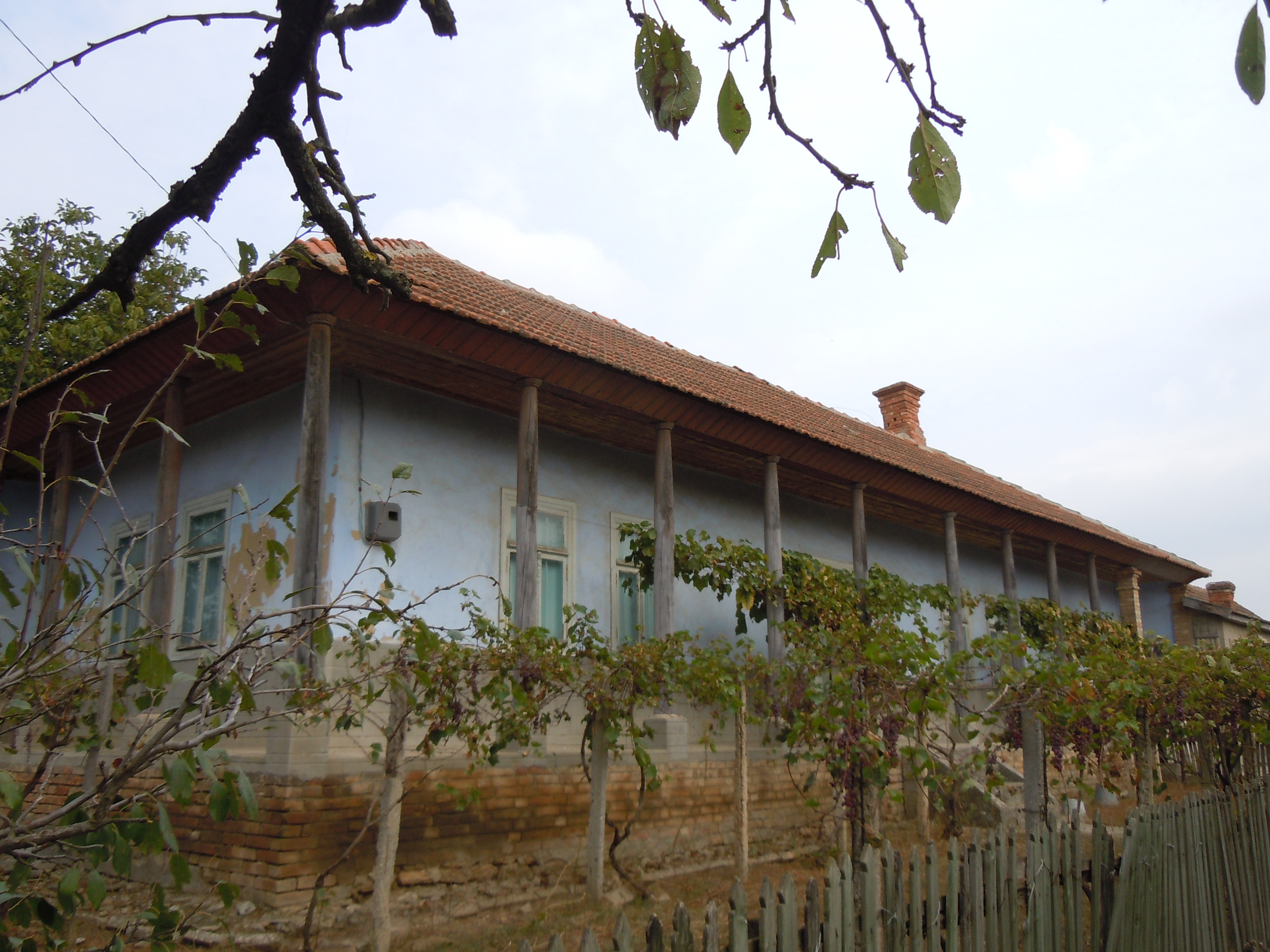
Типовий албанський будинок

В околицях села виявлено залишки поселень епохи пізньої бронзи (кінець II тисячоліття до н. е.), раннього заліза (VIII—VII ст. до н. е.), перших століть нашої ери і два поселення періоду Київської Русі (X—XI ст.).
Село засноване 1811 року арнаутами — переселенцями з Добруджі, куди вони в свою чергу потрапили з півдня Албанії, і спочатку мало назву Каракурт. 1945 року було перейменовано у Жовтневе. У 2016 було повернуто історичну назву. 1861—1862 років частина мешканців села переселилася далі на схід, заснувавши нові албанські села на території сучасного Приазовського району Запорізької області: Тююшки, Джандран і Таз.
З 1867 р. громада селища мала власну печатку з гербом — зображенням виноградного грона.
14 листопада 1945 року Указом Президії ВР УРСР «Про збереження історичних найменувань та уточнення і впорядкування існуючих назв сільрад і населених пунктів Ізмаїльської області»: населені пункти Каракуртської сільради — село Каракурт перейменували на село Жовтневе, хутір Новий Каракурт на хутір Новий і Каракуртську сільраду — на Жовтневу.
12 червня 2020 року, відповідно до Розпорядження Кабінету Міністрів України від № 724-р «Про визначення адміністративних центрів та затвердження територій територіальних громад Одеської області», увійшло до складу Василівської сільської територіальної громади.
19 липня 2020 року, в результаті адміністративно-територіальної реформи і ліквідації Болградського (1940  – 2020) району, село увійшло до складу новоутвореного Болградського району.

## Населення
Згідно з переписом 1989 року населення села становило 2775 осіб, з яких 1318 чоловіків та 1457 жінок.
За переписом населення 2001 року в селі мешкали 2707 осіб.
Нині в селі компактно проживає албанська спільнота. В школі вивчається албанська мова, діють різноманітні фольклорні гуртки, підтримується зв'язок з Албанією.

### Мова
Розподіл населення за рідною мовою за даними перепису 2001 року:
| Мова       | Частка, % | Осіб |
| ---------- | --------- | ---- |
| албанська  | 48,60     | 1322 |
| болгарська | 18,47     | 500  |
| російська  | 15,11     | 409  |
| гагаузька  | 11,49     | 311  |
| українська | 4,62      | 125  |
| румунська  | 1,37      | 37   |
| білоруська | 0,07      | 2    |
| вірменська | 0,04      | 1    |

## Символіка
Герб представляє собою щит двічі скошений зліва. У першому лазуровому полі летять три срібні голуби. У другому червоному срібна селянська хата. У третьому зеленому срібне гроно винограду. Щит вписаний у декоративний картуш і увінчаний золотою сільською короною.

## Економіка
На території села Каракурт розміщений плем-репродуктор ТОВ «Агропрайм Холдинг» який займається розведенням та реалізацією свиней породи ландрас, а також іншими породами свиней.

## Відомі особистості
В поселенні народилися:
- Дерментлі Федір Семенович (1937—2013) — український промисловець, економіст, керівник «Харцизького трубного заводу» з 1986 по 2013 рік, кандидат економічних наук, повний кавалер ордена «За заслуги», кавалер ордена князя Ярослава Мудрого V ступеня, почесний громадянин міста Харцизька.
- Михаїл Пейков (нар. 1941) — болгарський художник.

## Пам'ятки
Поблизу села створено ентомологічний заказник місцевого значення «Жовтневий».

## Галерея

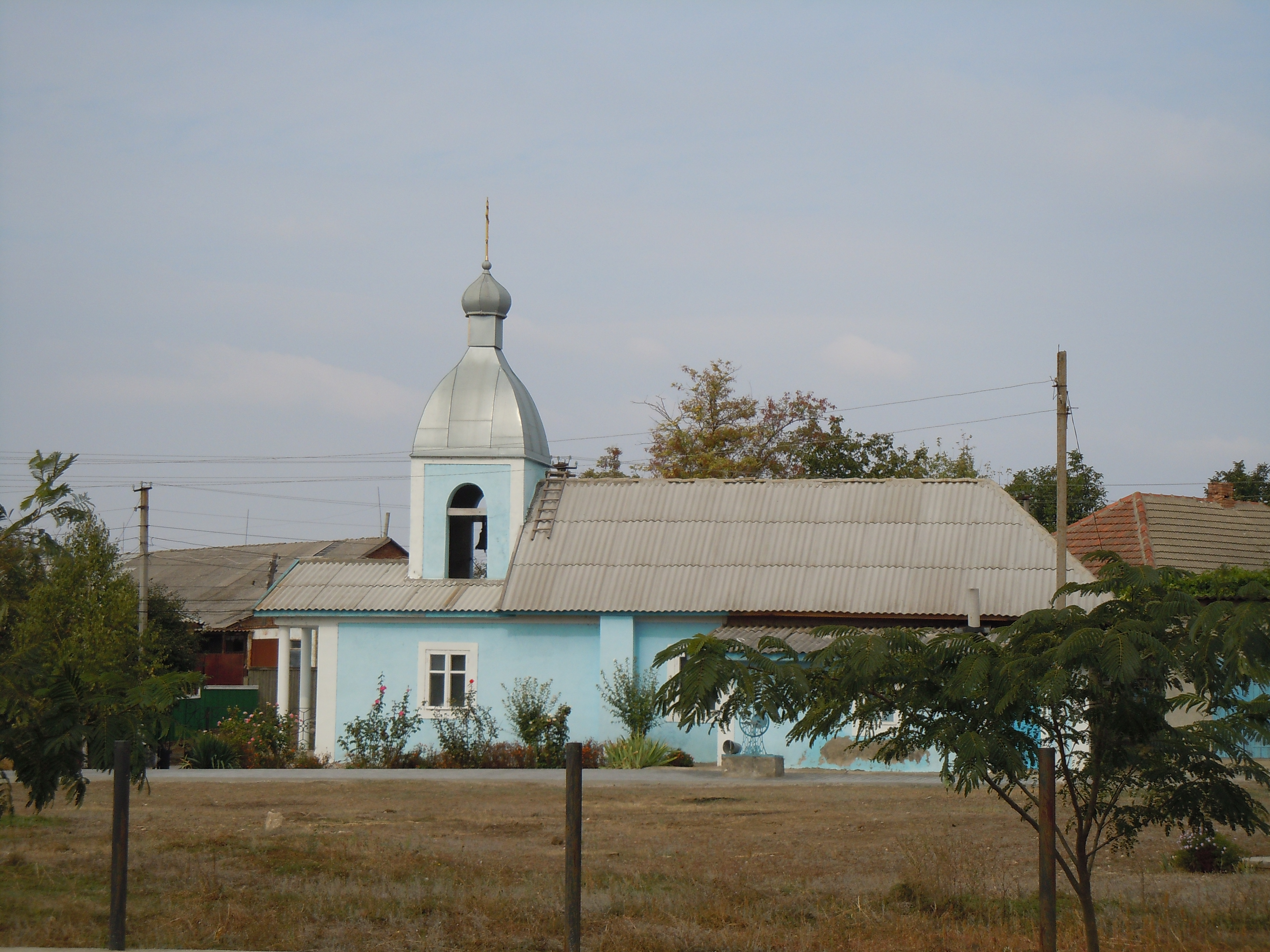
Церква Різдва Богородиці
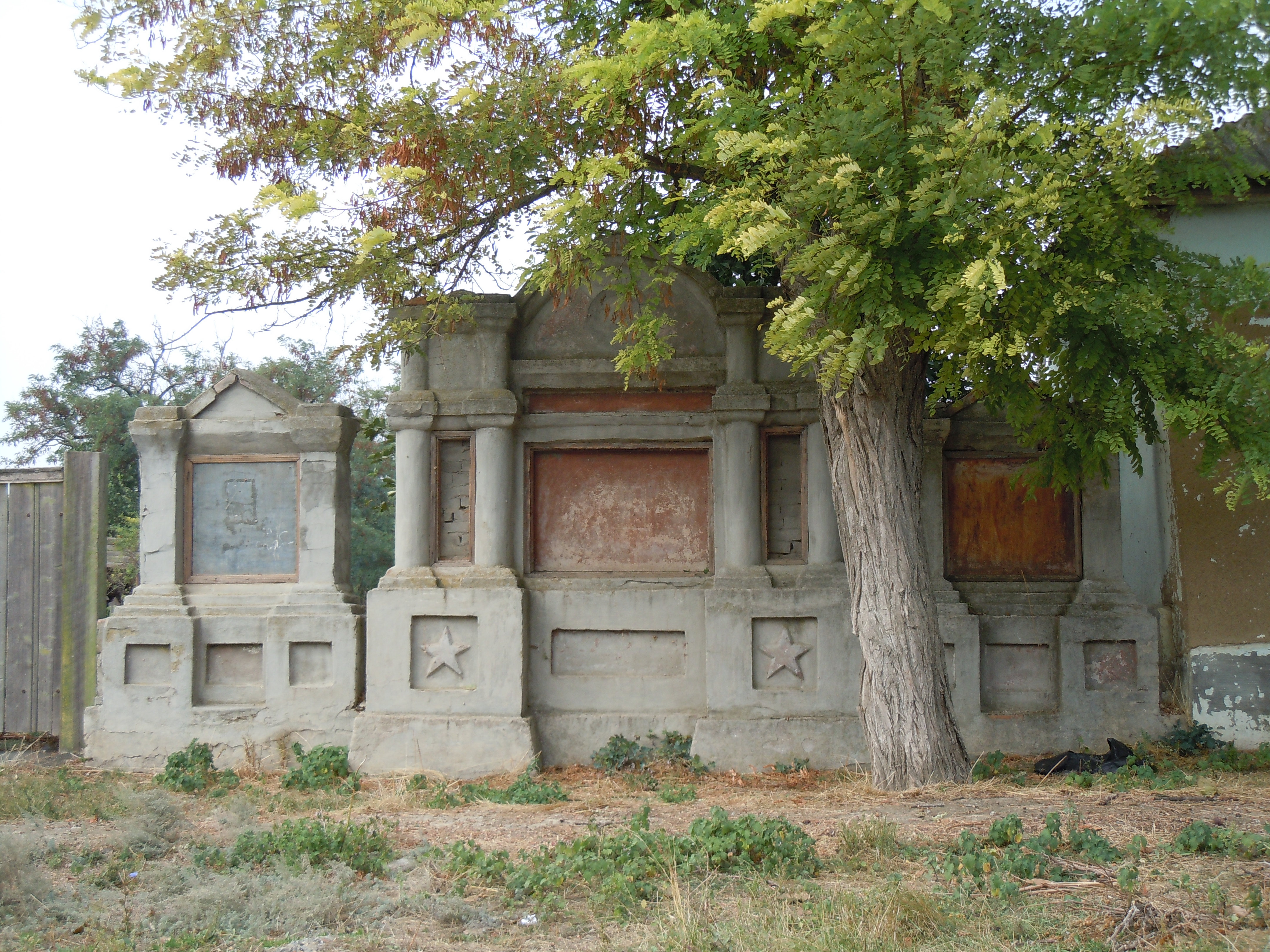
Старі споруди у селі
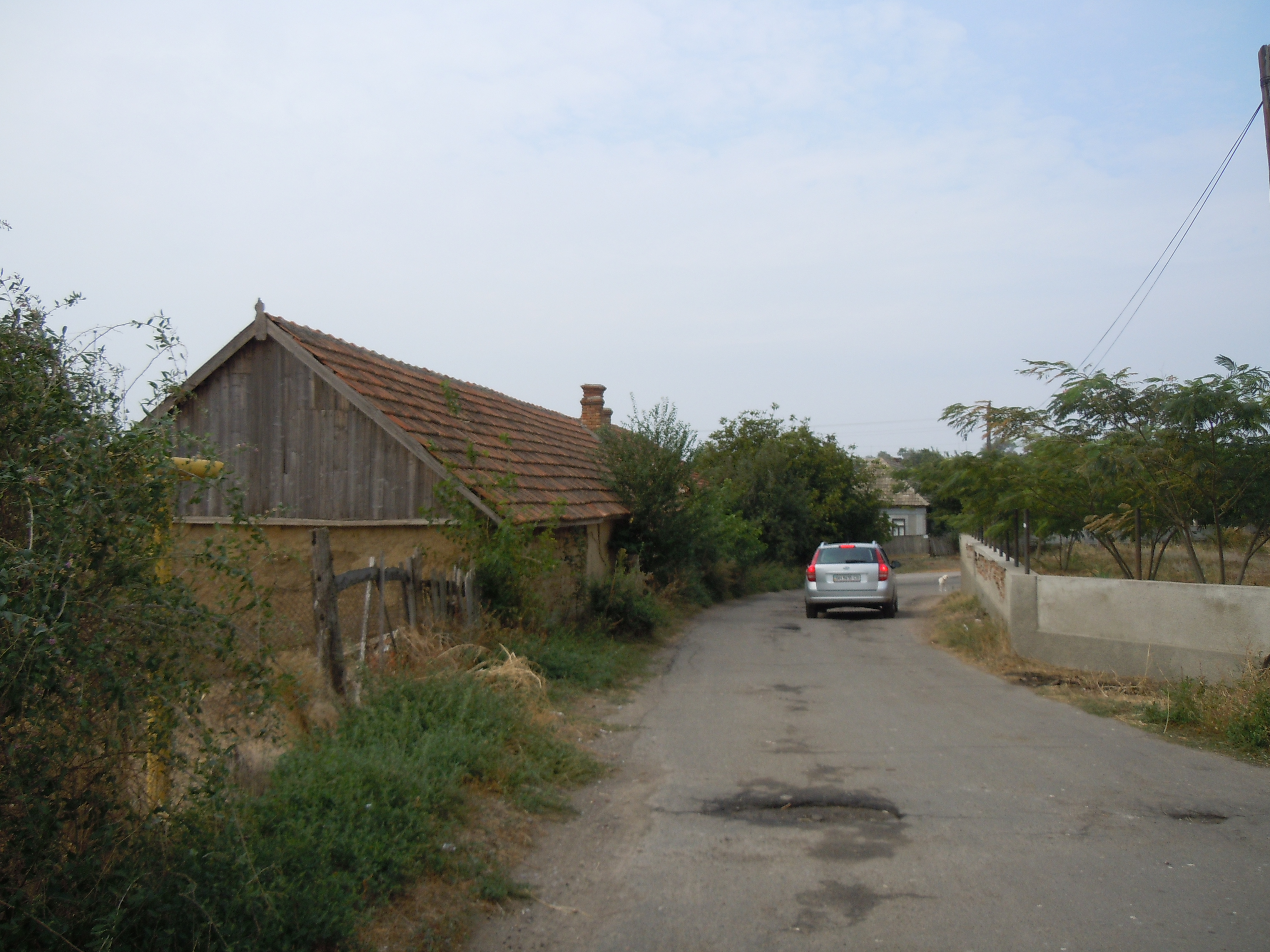
На вулиці села
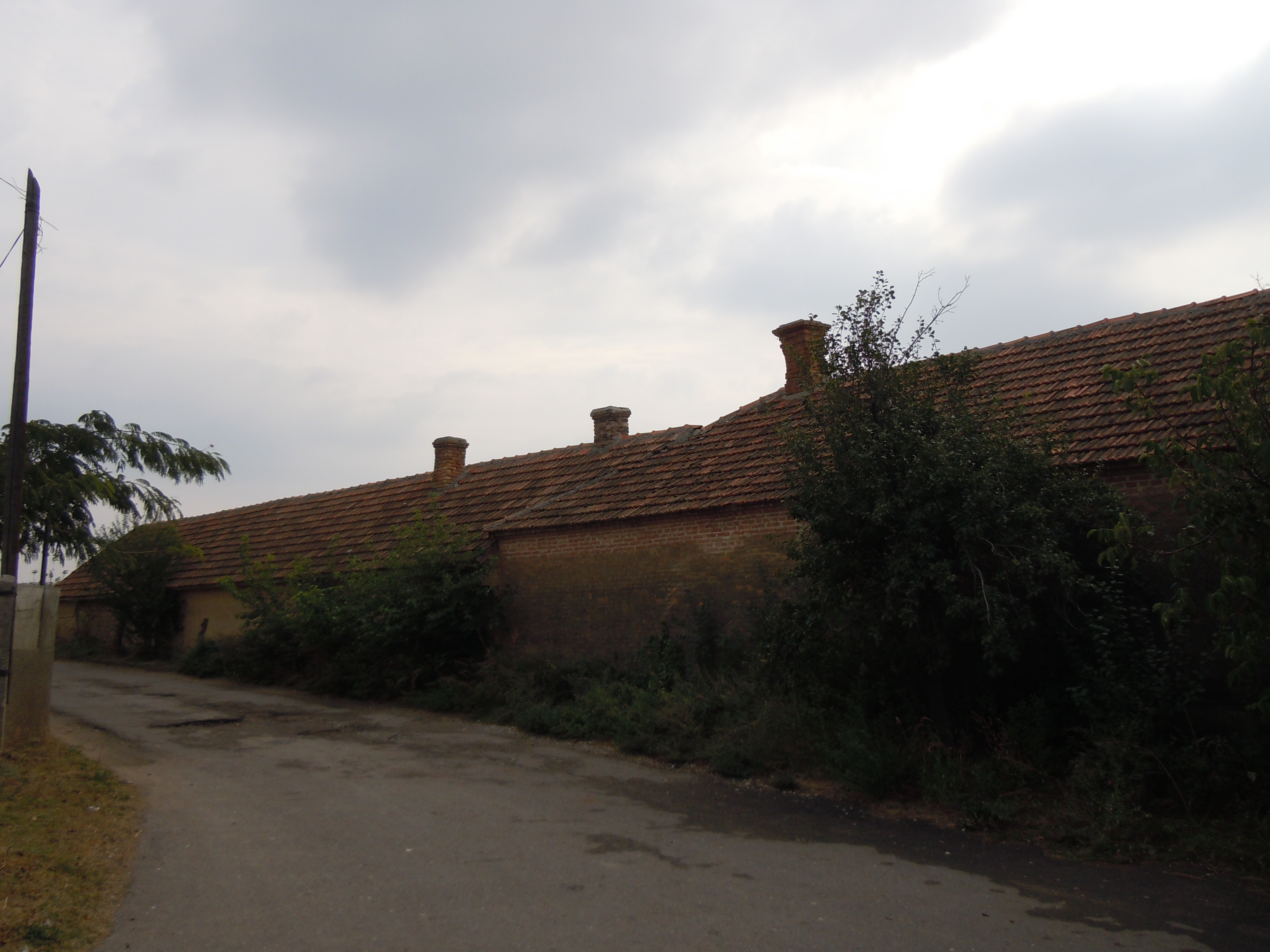
Одна з вулиць
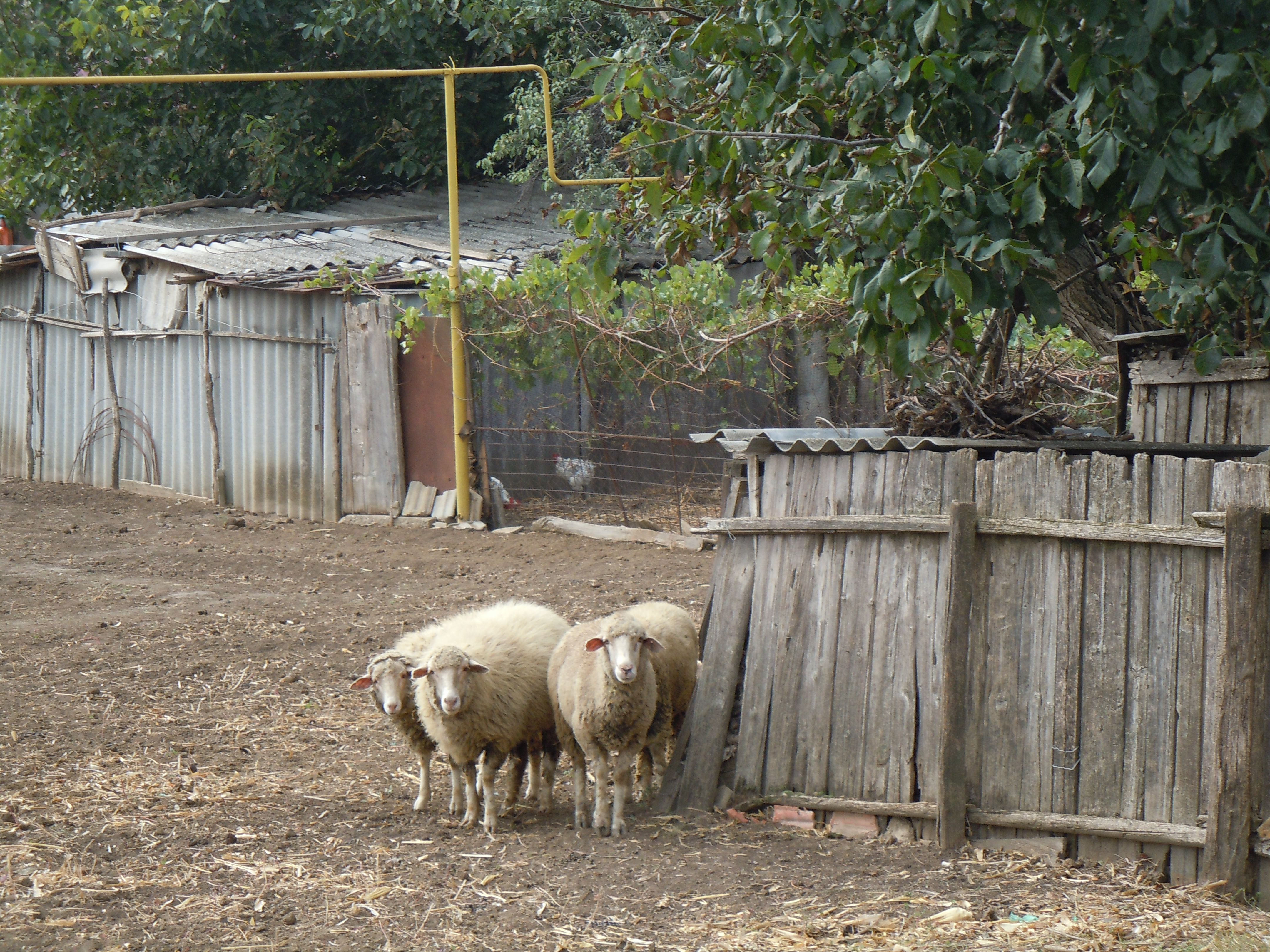
Вівці на подвір'ї